# Pokój w Cambrai

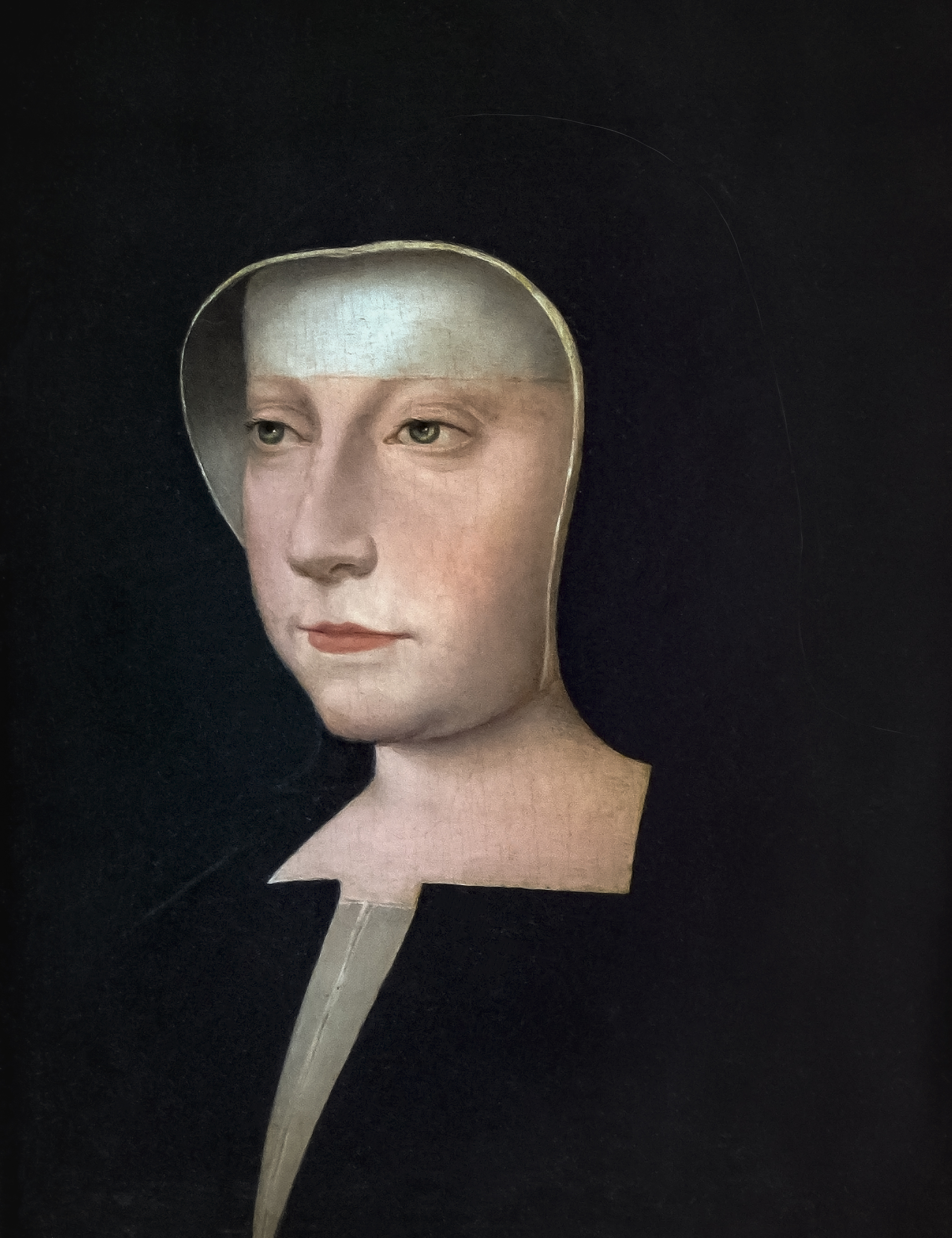
Ludwika Sabaudzka

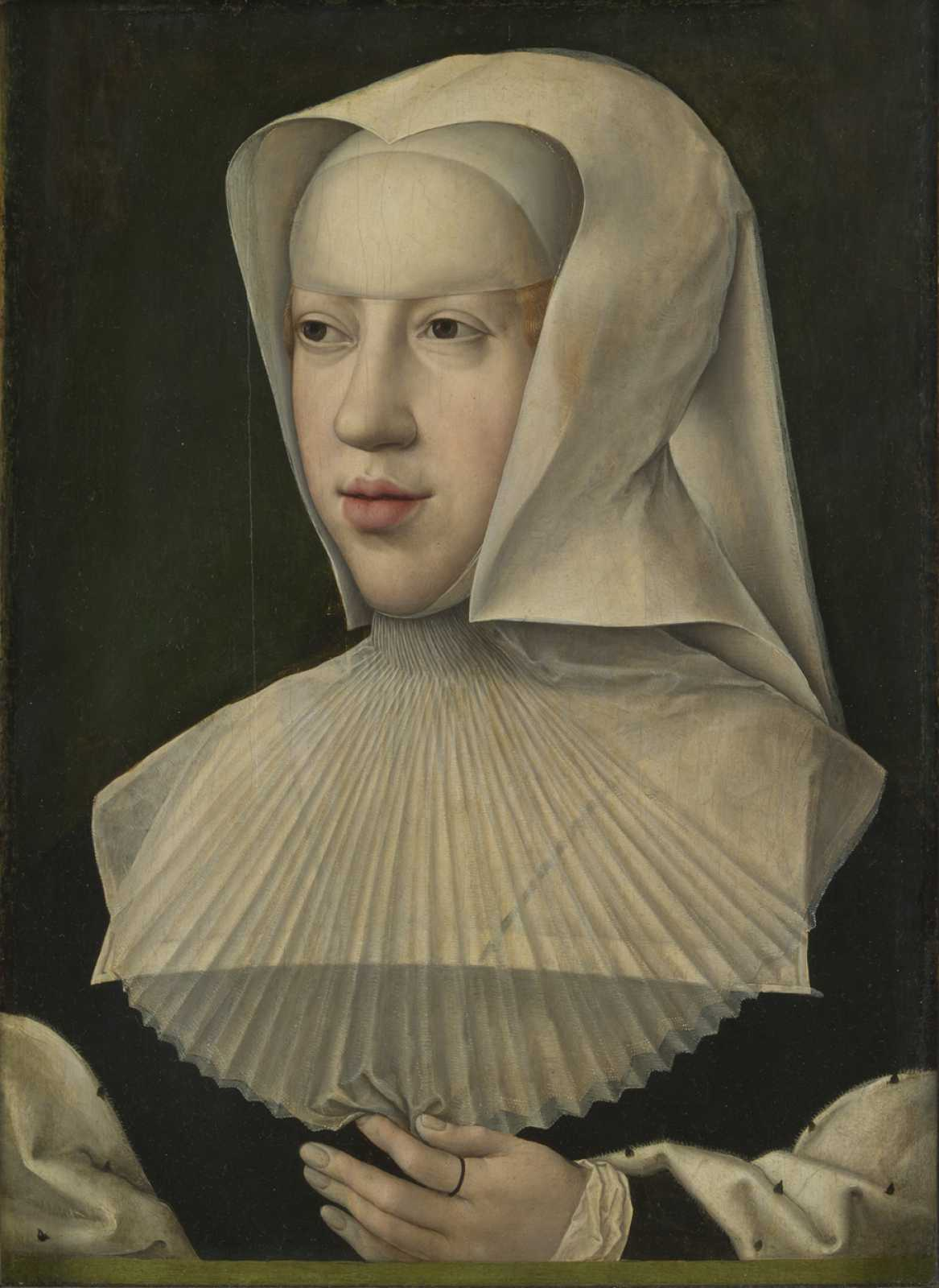
Małgorzata Habsburg

Pokój w Cambrai, Pokój Dam – pokój zawarty 5 sierpnia 1529 między Francją a Cesarstwem i Hiszpanią. Podpisany przez Ludwikę Sabaudzką i Małgorzatę Habsburżanką kończył wojnę pomiędzy Cesarzem Rzymskim i królem Hiszpanii Karolem V a królem Francji Franciszkiem I.
Z powodu braku chęci negocjacji pokoju obu władców, układ zawarły reprezentująca stronę francuską – matka Franciszka I oraz reprezentująca Karola V – ciotka władcy. 

## Postanowienia
Na mocy pokoju Francja zrezygnowała z roszczeń do posiadłości we Włoszech (Genua, Mediolan i Neapol) oraz Flandrii, Artois i Tournai. Więzieni w Madrycie synowie króla Francji Franciszek i Henryk mieli odzyskać wolność za 2 miliony solidów. Francja uzyskała potwierdzenie swoich praw do Burgundii, którą posiadała od 1477. Układ uważany za wyraz hegemonii hiszpańskiej w Europie był triumfem Karola V, który w następnym roku został przez papieża koronowany na cesarza rzymskiego.